# Ольвіопольський гусарський полк
Ольвіо́польський гуса́рський полк — військове кавалерійське формування Російської імператорської армії.

## Історія
Полк сформовано 28 червня 1783 року з солдатів і офіцерів Сербського і Болгарського гусарських полків у складі 6-ти ескадронів..
У 1784 році перейменований у Ольвіопольський легко-кінний полк, проте у 1788 році знову став гусарським. Того ж року в полку створено команду кінних єгерів чисельністю 65 осіб.
У вересні 1789 року кінно-єгерську команду виділено для формування Єлизаветградського кінно-єгерського полку.
У листопаді 1796 року приєднано 500 нижніх чинів Таврійського кінно-єгерського полку, внаслідок чого полк приведений до 10-ти ескадронного складу.
16 травня 1803 року зі складу полку виділено 2 ескадрони на формування Білоруського гусарського полку, натомість утворено нові. У грудні того ж року утворено запасний ескадрон.
13 червня 1806 року зі складу полку виділено ескадрон на формування Гродненського гусарського полку, натомість сформовано новий.
У листопаді 1810 року було розформовано запасний ескадрон.
У грудні 1812 року полк приведено до 6-ти ескадронного складу з одним запасним ескадроном.
Задля посилення у травні 1815 року до полку приєднано частину Московського козачого полку.
21 березня 1833 року Ольвіопольський гусарський полк було розформовано: 1-й та 2-й його ескадрони передано до Єлизаветградського гусарського полку, 3-й та 4-й ескадрони — до Київського гусарського полку, 5-й та 6-й ескадрони — до Охтирського гусарського полку, піший резерв — до Литовського уланського полку.

## Участь у бойових діях
Російсько-турецька війна (1787—1792):
- облога і штурм Очакова (6.12.1788);
- атака і взяття ретраншемента, що прикривав передмістя Кілії (6.10.1790);
- бій біля Мачина (28.06.1791).

Війни з Польщею:
- битва під Острогом (14-15.06.1792);
- битва під Крупчицями (6.09.1794);
- битва біля Тересполя (8.09.1794);
- взяття штурмом Праги (24.10.1794).

Франко-російські війни 1805-1807 років:
- оборонні бої при відступі до Фрауендорфа (23.01.1807);
- битва під Лаунау (24.01.1807);
- битва під Пройсіш-Ейлау (27.01.1807);
- битва під Фрідландом (27.06.1807).

Російсько-турецька війна (1806—1812):
- битва під Дерекією (8.07.1810);
- битва під Шумлею (23.06.1810);
- битва під Батинею (26.08.1810);
- кавалерійський рейд до Рущука (20.06.1811);
- битва біля Рущука (22.06.1811).

Франко-російська війна 1812:
- Полк брав участь у франко-російській війні 1812 року, в складі Дунайської армії прикривав південний напрямок[1].

Закордонні походи 1813—1814 років:
- Кіннотники полку у 1812—1814 роках брали участь у битвах з французами під Вільно, Бауценом, Дрезденом, Лейпцигом, Бриєном, згодом — у Франції під Мезон-Руж (5.02.1814), Барсюр-Об, Арсисюр-Об і Фер-Шампенаузе.

Придушення польського повстання 1830—1831 років:
- Грохівська битва (13.02.1831);
- битва біля Єндржеєва (1.05.1831);
- штурм Волі та Варшави (25-26.08.1831).

## Кольори і форма
Гусари Ольвіопольського полку носили темно-зелені доломани й ментики (комір і обшлаги доломану червоні), червоні чакчири і зелений пояс.
Ташка і чепрак — зелені з червоною обкладкою. Приладовий метал — білий.
20 грудня 1828 року на герби та ґудзики присвоєно № 2.

## Командування[2]
Шефи полку:
- 1796—1800 — генерал-майор, генерал-лейтенант (з 29.11.1797), генерал кавалерії (з 15.04.1799) барон Шиц Антон Осипович.
- 1800 — полковник Милорадович Семен Юхимович.
- 1800—1804 — полковник, генерал-майор (з 27.10.1800) Чаплигін Никанор Олександрович.
- 1804—1807 — генерал-майор Глєбов-Стрешньов Петро Федорович.
- 1807—1808 — генерал-майор Потапов Лев Іванович.
- 1808—1813 — полковник, генерал-майор (з 14.06.1810) Дехтерєв Микола Васильович.

Полкові командири:
- 1798 — генерал-майор Нікориця Іван Андрійович.
- 1799 — полковник Милорадович Семен Юхимович.
- 1799—1800 — генерал-майор, генерал-лейтенант (з 29.10.1799) Репін Іван Іванович.
- 1800 — полковник Глєбов-Стрешньов Петро Федорович.
- 1800 — полковник Ставрович Степан Іванович.
- 1801—1804 — генерал-майор Глєбов-Стрешньов Петро Федорович.
- 1804—1807 — полковник князь Друцькой-Соколинський Єлиферій Васильович.
- 1808—1814 — полковник, генерал-майор (з 25.11.1810) Козловський Платон Тимофійович.
- 1815—1818 — полковник Петрулін.
- 1818-? — підполковник, полковник (з 12.12.1824) Реад Микола Андрійович.

## Почесні відзнаки
29 жовтня 1827 року пожалувано три простих, без надписів дивізійних штандарти.
30 серпня 1810 року «за відзнаку в битві з турками поблизу Шумли 23-го липня 1810 року» пожалувано дві срібних труби з надписами.